# Olympiadan
Olympiadan je chemická sloučenina složená z pěti do sebe zapadajících makrocyklů, které připomínají olympijské kruhy. Molekula je složena z lineárního pentakatenanu ([5]katenanu) a 12 hexafluorfosforečnanových aniontů. Olympiadan byl syntetizován a pojmenován Fraserem Stoddartem a jeho spolupracovníky v roce 1994. Molekula byla navržena bez jakéhokoli praktického použití.
- Kalotový model olympiadanu
- Olympijské kruhy